# 크리니차즈드루이
크리니차즈드루이(폴란드어: Krynica-Zdrój)는 폴란드 마워폴스카 주에 위치한 도시로 면적은 39,68km2, 높이는 560-650m, 인구는 10,847명(2017년 기준), 인구 밀도는 274명/km2이다.
1547년에 마을이 설립되었으며 1889년에 도시 지위를 부여받았다. 18세기에는 그 도시에서 약수터가 발견되었다. 요즘은 크르니차즈드루이가 폴란드의 인기가 있는 피한지와 피서지이다.
크리니차즈드루이에도 여러 가지의 요양원, 요양소, 온천, 광천수를 마시는 방이 2 개 있다. 관광 명소로서 크리니차즈드루이는 곤돌라 케이블카와 강삭철도를 탈수 있는 곳이다.
그리고 1967년부터 매년 여름에 얀 키에푸라 유럽 축제와 1992년부터 매년 9월에 크르니차즈드루이에 경제 포럼이 개최된다.

## 자매 도시
- 영국 아머샴
- 슬로바키아 바르데요우
- 독일 바트조덴알렌도르프
- 우크라이나 흐밀니크

## 같이 보기
- 슈차브니차